# Бегеров
Бегеров (њем. Beggerow) општина је у њемачкој савезној држави Мекленбург-Западна Померанија. Једно је од 69 општинских средишта округа Демин. Према процјени из 2010. у општини је живјело 624 становника. Посједује регионалну шифру (AGS) 13052007.

## Географски и демографски подаци
Бегеров се налази у савезној држави Мекленбург-Западна Померанија у округу Демин. Општина се налази на надморској висини од 39 метара. Површина општине износи 29,7 km². У самом мјесту је, према процјени из 2010. године, живјело 624 становника. Просјечна густина становништва износи 21 становника/km².